# Ambrogio Di Negro
Ambrogio Di Negro (né en 1519 à Gênes et mort en août 1601 dans la même ville) est le soixante-quinzième doge de Gênes du 8 novembre 1585 au 13 novembre 1587.

## Biographie
Il est décédé à Gênes en août 1601 et son corps a été enterré à l'intérieur de l'église de la chartreuse Saint-Barthélemy de Rivarolo. Sur les murs du maître-autel du baptistère se trouvent les arcs sépulcraux, qui sont des urnes ou des arches antiques funéraires, d'Horace et d'Ambrogio Di Negro.